# Hugo Verrieststraat

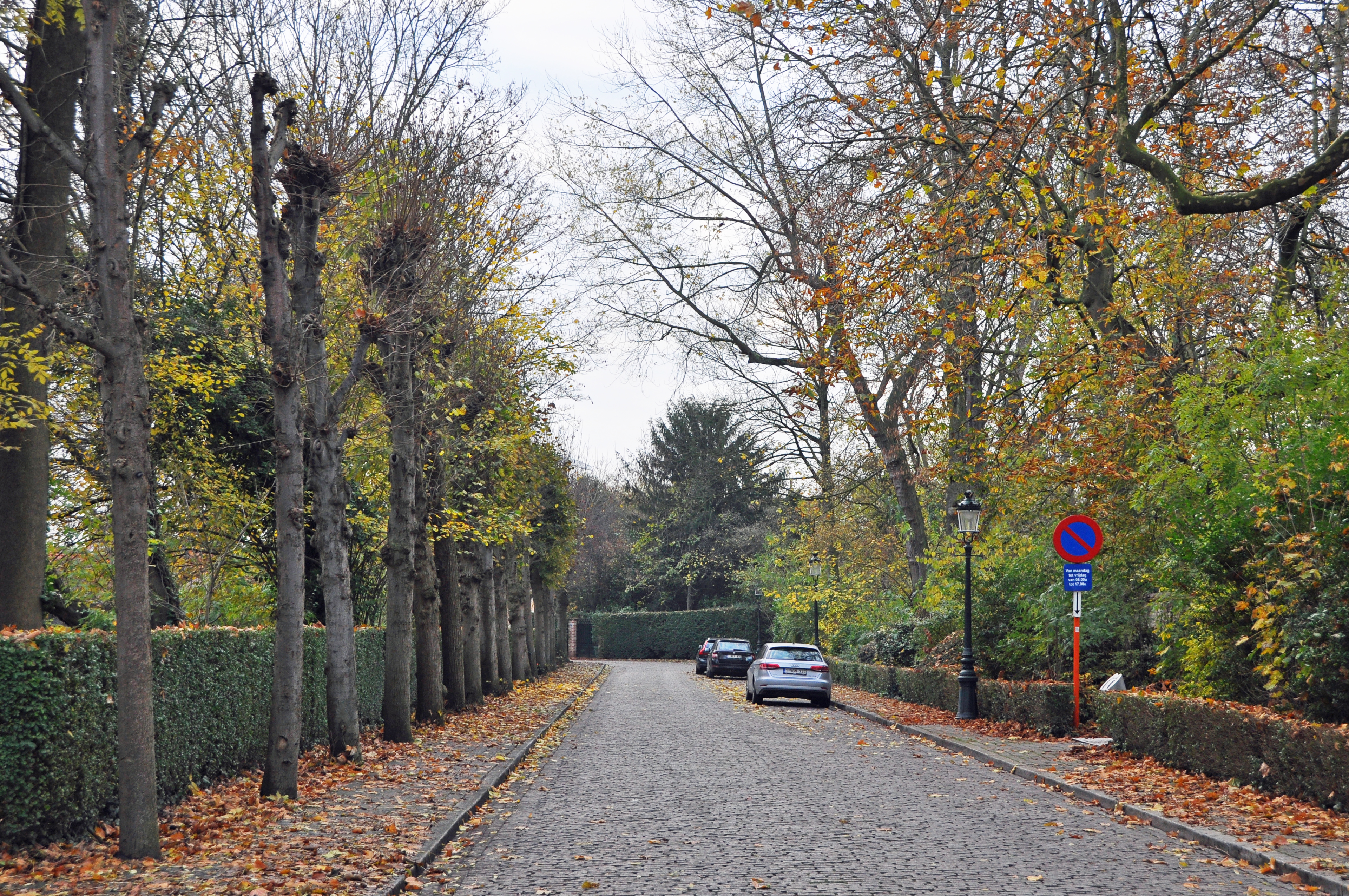
De Hugo Verriestraat, gezien vanaf de Kruisvest

De Hugo Verrieststraat is een straat in Brugge.

## Beschrijving
In het oostelijk gedeelte van de historische stad lag een uitgestrekt gebied van weiden en tuinbouwgronden. Na de Eerste Wereldoorlog werd een ruim gedeelte hiervan door de stad Brugge geürbaniseerd in wat het Gezellekwartier werd genoemd, naar de dichter Guido Gezelle, wiens geboortehuis in de naburige Rolweg stond en wiens vader op deze tuinbouwgronden had gewerkt. In de tweede helft van de jaren 1920 werden nieuwe straten aangelegd en de percelen verkaveld en verkocht.
De nieuwe straten werden genoemd naar bekende personen die tot dezelfde literaire sfeer als Gezelle behoorden: Stijn Streuvels, Hugo Verriest en Albrecht Rodenbach. Men wilde er niet 'zomaar een verkaveling' van maken. Er werden stringente bouwvoorschriften uitgewerkt die er moesten voor zorgen dat een harmonisch en herkenbaar geheel zou tot stand komen. De bouwvolumes, de parcellering, de architectuur en de bouwmaterialen werden aan bijzondere regels onderworpen. Handelszaken werden geweerd in wat exclusief een residentieel gebied moest worden. De voorschriften bepaalden ook dat de straatgevels in het wit zouden worden geschilderd. Toen dit door heel wat bouwheren niet werd opgevolgd, heeft het stadsbestuur het niet afgedwongen. In de Albrecht Rodenbachstraat en de Hugo Verrieststraat werd bijkomend het concept gehanteerd van een tuinwijk naar Engels model. De straten werden relatief breed aangelegd en ieder huis werd voorzien van een voortuin.
Verriest was pas in 1922 overleden en het behoorde niet tot de gewoonten om iemand al zo vlug een straatnaam te geven, maar hier werd een uitzondering gemaakt. Voor de Stijn Streuvelsstraat ging men nog verder, want de geëerde schrijver was nog fris en gezond toen hem de eer van een straatnaam te beurt viel.
De Hugo Verrieststraat loopt in een winkelhaak van de Rolweg naar de Kruisvest.

## Franse communisten
In 1939-1940 speelde de Hugo Verrieststraat een bescheiden en geheime politieke rol. In het nog weinig bebouwde deel van de straat, dat paalde aan de Guido Gezellewarande en de Kruisvest, werd door de Franse communistische partij een huis aangekocht dat diende als schuilhuis voor Maurice Thorez, Eugen Fried en andere communistische prominenten die tijdens 'la drôle de guerre' Frankrijk ontvlucht waren. Zij vestigden op deze discrete plek hun hoofdkwartier, tot aan de Duitse inval in mei 1940.